# Poeciliidae
I Poeciliidae Bonaparte, 1831 sono una famiglia di pesci d'acqua dolce appartenenti all'ordine Cyprinodontiformes.

## Distribuzione e habitat
Le circa 300 specie sono diffuse nelle acque dolci del continente americano, dal Texas al bacino amazzonico e in alcune zone dell'Africa centrale. Alcuni generi sono diffusi in Madagascar. I Poeciliidae esistono almeno dall'Oligocene: i fossili del genere Paralebias si trovano in terreni di 33 milioni di anni fa in Europa.

## Riproduzione
Questi pesci hanno la particolarità di essere ovovivipari, vale a dire che trattengono le uova (già fecondate internamente dal maschio, tramite accoppiamento) all'interno del corpo, e al momento della schiusa delle uova la femmina partorisce avannotti già formati.

## Acquariofilia
Alcune specie sono diventate estremamente comuni in commercio per l'allevamento in acquario, per la facilità d'allevamento ma soprattutto per la grande prolificità, che ha permesso di creare centinaia di diverse varietà con colori sgargianti e forme insolite. Tra le specie più diffuse e conosciute i Guppy (Poecilia reticulata), i Platy (Xiphophorus maculatus), i Portaspada (Xiphophorus helleri) i Molly e le Gambusia

## Tassonomia
| Taxon                             | Generi |
| --------------------------------- | --- |
| Sottofamiglia Aplocheilichthyinae | Aplocheilichthys, Hylopanchax, Poropanchax |
| Sottofamiglia Poeciliinae         | Alfaro, Belonesox, Brachyrhaphis, Carlhubbsia, Cnesterodon, Gambusia, Girardinus, Heterandria, Heterophallus, Limia, Micropoecilia, Neoheterandria, Pamphorichthys, Phallichthys, Phalloceros, Phalloptychus, Phallotorynus, Poecilia, Poeciliopsis, Priapella, Priapichthys, Quintana, Rhexipanchax, Scolichthys, Tomeurus, Xenodexia, Xenophallus, Xiphophorus |
| Sottofamiglia Procatopodinae      | Fluviphylax, Hypsopanchax, Lacustricola, Lamprichthys, Micropanchax, Pantanodon, Plataplochilus, Platypanchax, Procatopus, Pseudopoecilia |